# Málinec
Málinec és un poble i municipi d'Eslovàquia que es troba a la regió de Banská Bystrica.

## Història
La primera menció escrita de la vila es remunta al 1544.

## Demografia
| Godina             | 1994 | 2004   | 2014   | 2024   |
| ------------------ | ---- | ------ | ------ | ------ |
| Nombre de persones | 1502 | 1458   | 1504   | 1393   |
| Diferència         |      | −2,92% | +3,15% | −7,38% |

| Godina             | 2023 | 2024   |
| ------------------ | ---- | ------ |
| Nombre de persones | 1381 | 1393   |
| Diferència         |      | +0,86% |